# Štefan Vevar
Štefan Vevar, slovenski prevajalec in prevodoslovec klasičnih avtorjev iz nemške književnosti, * 27. november 1953, Slovenj Gradec

## Življenje in delo
Štefan Vevar se je rodil v Slovenj Gradcu. Po končani gimnaziji se je odločil za študij anglistike in germanistike na Filozofski fakulteti v Ljubljani, kjer je leta 1978 tudi diplomiral. Na germanistiki na Filozofski fakulteti v Ljubljani je leta 1999 magistriral, leta 2011 pa tudi doktoriral. 

S prevajalstvom pa se je ukvarjal že dolgo pred pridobljenim magisterijem in doktoratom, saj se je s prevajalsko dejavnostjo začel ukvarjati že v začetku 90-ih let 20. stoletja. Njegov jezik, iz katerega prevaja, je nemščina, prevaja pa v slovenščino. Prevaja predvsem dela klasičnih avtorjev nemške književnosti, vendar se ne omejuje samo na klasike, saj prevaja tudi nemške avtorje do romantike in realizma, vse do vodilnih imen sodobnejše nemške književnosti. Poleg proze prevaja tudi liriko nemških avtorjev, kot so Novalis, Friedrich Schiller in Heinrich Heine. Zase pravi, da najraje prevaja romane in poezijo, predvsem liriko. Najbolj znan je po prevodu Goethejevega dela Učna leta Wilhelma Meistra, za katerega je leta 1999 prejel Sovretovo nagrado. Za prevod Saturnovih prstanov Winfrieda Georga Sebalda je leta 2017 prejel nagrado Fabjana Hafnerja. Decembra 2019 je dobil tudi avstrijsko prevajalsko nagrado. 2002-06 je bil en mandat predsednik Društva slovenskih književnih prevajalcev (DSKP). 

Poleg prevajanja Vevar redno objavlja članke in publikcaije na temo nemške književnosti, teorije prevajanja in prevodne kritike. Leta 2001 je izdal tudi svojo prvo monografijo z naslovom Temeljni aspekti in principi teorije literarnega prevajanja, v kateri izpostavlja nekatere največje probleme literarnega prevajanja in vzpostavlja novi teoretski model, s katerim želi povezati prakso in teorijo literarnega prevajanja. Delo Fenomen Goethe (Njegova estetika in poetika med originalom in slovenskim prevodom), ki je izšlo leta 2012 in s katerim je leto prej tudi doktoriral, pa kot "prvo pri nas predstavlja izdelano uporabo teorije v praksi in /.../ konstruira lasten avtorski prevodoslovni model, ki ga učinkovito aplicira na leposlovnem delu."